# 1888年
1888年（1888 ねん）は、西暦（グレゴリオ暦）による、日曜日から始まる閏年。明治21年。

## 他の紀年法
- 干支：戊子
- 日本（月日は一致）
  - 明治21年
  - 皇紀2548年
- 清：光緒13年11月18日 - 光緒14年11月29日
- 朝鮮
  - 李氏朝鮮：高宗25年
  - 開国497年
  - 檀紀4221年
- 阮朝（ベトナム）：同慶2年11月18日 - 同慶3年11月29日
- 仏滅紀元：2430年 - 2431年
- イスラム暦：1305年4月16日 - 1306年4月27日
- ユダヤ暦：5648年4月17日 - 5649年4月27日
- 修正ユリウス日(MJD)：10637 - 11002
- リリウス日(LD)：111478 - 111843

※檀紀は、大韓民国で1948年に法的根拠を与えられたが、1962年からは公式な場では使用されていない。

## カレンダー
| 1月 |    |    |    |    |    |    |
| 日  | 月 | 火 | 水 | 木 | 金 | 土 |
| 1   | 2  | 3  | 4  | 5  | 6  | 7  |
| 8   | 9  | 10 | 11 | 12 | 13 | 14 |
| 15  | 16 | 17 | 18 | 19 | 20 | 21 |
| 22  | 23 | 24 | 25 | 26 | 27 | 28 |
| 29  | 30 | 31 |    |    |    |    |
|     |    |    |    |    |    |    |

| 2月 |    |    |    |    |    |    |
| 日  | 月 | 火 | 水 | 木 | 金 | 土 |
|     |    |    | 1  | 2  | 3  | 4  |
| 5   | 6  | 7  | 8  | 9  | 10 | 11 |
| 12  | 13 | 14 | 15 | 16 | 17 | 18 |
| 19  | 20 | 21 | 22 | 23 | 24 | 25 |
| 26  | 27 | 28 | 29 |    |    |    |
|     |    |    |    |    |    |    |

| 3月 |    |    |    |    |    |    |
| 日  | 月 | 火 | 水 | 木 | 金 | 土 |
|     |    |    |    | 1  | 2  | 3  |
| 4   | 5  | 6  | 7  | 8  | 9  | 10 |
| 11  | 12 | 13 | 14 | 15 | 16 | 17 |
| 18  | 19 | 20 | 21 | 22 | 23 | 24 |
| 25  | 26 | 27 | 28 | 29 | 30 | 31 |
|     |    |    |    |    |    |    |

| 4月 |    |    |    |    |    |    |
| 日  | 月 | 火 | 水 | 木 | 金 | 土 |
| 1   | 2  | 3  | 4  | 5  | 6  | 7  |
| 8   | 9  | 10 | 11 | 12 | 13 | 14 |
| 15  | 16 | 17 | 18 | 19 | 20 | 21 |
| 22  | 23 | 24 | 25 | 26 | 27 | 28 |
| 29  | 30 |    |    |    |    |    |
|     |    |    |    |    |    |    |

| 5月 |    |    |    |    |    |    |
| 日  | 月 | 火 | 水 | 木 | 金 | 土 |
|     |    | 1  | 2  | 3  | 4  | 5  |
| 6   | 7  | 8  | 9  | 10 | 11 | 12 |
| 13  | 14 | 15 | 16 | 17 | 18 | 19 |
| 20  | 21 | 22 | 23 | 24 | 25 | 26 |
| 27  | 28 | 29 | 30 | 31 |    |    |
|     |    |    |    |    |    |    |

| 6月 |    |    |    |    |    |    |
| 日  | 月 | 火 | 水 | 木 | 金 | 土 |
|     |    |    |    |    | 1  | 2  |
| 3   | 4  | 5  | 6  | 7  | 8  | 9  |
| 10  | 11 | 12 | 13 | 14 | 15 | 16 |
| 17  | 18 | 19 | 20 | 21 | 22 | 23 |
| 24  | 25 | 26 | 27 | 28 | 29 | 30 |
|     |    |    |    |    |    |    |

| 7月 |    |    |    |    |    |    |
| 日  | 月 | 火 | 水 | 木 | 金 | 土 |
| 1   | 2  | 3  | 4  | 5  | 6  | 7  |
| 8   | 9  | 10 | 11 | 12 | 13 | 14 |
| 15  | 16 | 17 | 18 | 19 | 20 | 21 |
| 22  | 23 | 24 | 25 | 26 | 27 | 28 |
| 29  | 30 | 31 |    |    |    |    |
|     |    |    |    |    |    |    |

| 8月 |    |    |    |    |    |    |
| 日  | 月 | 火 | 水 | 木 | 金 | 土 |
|     |    |    | 1  | 2  | 3  | 4  |
| 5   | 6  | 7  | 8  | 9  | 10 | 11 |
| 12  | 13 | 14 | 15 | 16 | 17 | 18 |
| 19  | 20 | 21 | 22 | 23 | 24 | 25 |
| 26  | 27 | 28 | 29 | 30 | 31 |    |
|     |    |    |    |    |    |    |

| 9月 |    |    |    |    |    |    |
| 日  | 月 | 火 | 水 | 木 | 金 | 土 |
|     |    |    |    |    |    | 1  |
| 2   | 3  | 4  | 5  | 6  | 7  | 8  |
| 9   | 10 | 11 | 12 | 13 | 14 | 15 |
| 16  | 17 | 18 | 19 | 20 | 21 | 22 |
| 23  | 24 | 25 | 26 | 27 | 28 | 29 |
| 30  |    |    |    |    |    |    |
|     |    |    |    |    |    |    |

| 10月 |    |    |    |    |    |    |
| 日   | 月 | 火 | 水 | 木 | 金 | 土 |
|      | 1  | 2  | 3  | 4  | 5  | 6  |
| 7    | 8  | 9  | 10 | 11 | 12 | 13 |
| 14   | 15 | 16 | 17 | 18 | 19 | 20 |
| 21   | 22 | 23 | 24 | 25 | 26 | 27 |
| 28   | 29 | 30 | 31 |    |    |    |
|      |    |    |    |    |    |    |

| 11月 |    |    |    |    |    |    |
| 日   | 月 | 火 | 水 | 木 | 金 | 土 |
|      |    |    |    | 1  | 2  | 3  |
| 4    | 5  | 6  | 7  | 8  | 9  | 10 |
| 11   | 12 | 13 | 14 | 15 | 16 | 17 |
| 18   | 19 | 20 | 21 | 22 | 23 | 24 |
| 25   | 26 | 27 | 28 | 29 | 30 |    |
|      |    |    |    |    |    |    |

| 12月 |    |    |    |    |    |    |
| 日   | 月 | 火 | 水 | 木 | 金 | 土 |
|      |    |    |    |    |    | 1  |
| 2    | 3  | 4  | 5  | 6  | 7  | 8  |
| 9    | 10 | 11 | 12 | 13 | 14 | 15 |
| 16   | 17 | 18 | 19 | 20 | 21 | 22 |
| 23   | 24 | 25 | 26 | 27 | 28 | 29 |
| 30   | 31 |    |    |    |    |    |
|      |    |    |    |    |    |    |

## できごと

### 1月
- 1月1日 - 日本標準時が適用される[1]
- 1月3日 - 当時世界最大の望遠鏡であるリック天文台の屈折望遠鏡で最初の観測が行われる。
- 1月27日 - 米国でナショナルジオグラフィック協会設立

### 3月
- 3月9日 - 独帝ヴィルヘルム1世死去
- 3月11日 - 米国東海岸で大寒波(死者400名)(1888年の大ブリザード)
- 3月13日 - デビアス鉱山会社とキンバリー・セントラル鉱山会社が合併し、世界のダイヤモンドを支配するデビアス合同鉱山会社となる。
- 3月22日 - 英国でフットボールリーグ創設

### 4月
- 4月11日 - オランダでコンセルトヘボウ開場（戦前から残るコンサートホール）
- 4月13日 - 東京下谷黒門町で「可否茶館」開業（日本初のコーヒー店）
- 4月25日 - 市制・町村制公布（1889年4月施行）
- 4月30日
  - 黑田清隆が第二代内閣総理大臣に就任
  - 枢密院設置(初代議長伊藤博文)
- 「日本人」創刊(三宅雪嶺)

### 5月
- 5月7日
  - 文部省が加藤弘之・箕作麟祥・池田謙斎・菊池大麓・古市公威ら25名に博士号を授与(日本初の博士号)
  - エドゥアール・ラロ歌劇「イスの王様」初演(オペラ＝コミック座)
- 5月13日 - ブラジルで摂政イザベル皇女が奴隷制廃止法案(アウレア法)に署名 (米大陸の奴隷制終焉)

### 6月
- 6月4日 - 東京天文台設置(麻布)(東京大学天象台・海軍観象台・内務省地理局が統合)
- 6月5日 - ラプラタ川流域で中地震(Rio de la Plata Earthquake 1888)
- 6月15日 - 独帝フリードリヒ3世死去，ヴィルヘルム2世即位，年に二回皇帝が代わったことから「三皇帝年」と言われる
- 6月23日 - フレデリック・ダグラスが黒人として初めて米国大統領候補に指名される

### 7月
- 7月4日 - 初の公式ロデオが米国アリゾナ州プレスコットで開催
- 7月10日 - 東京朝日新聞創刊(めさまし新聞改題)
- 7月15日 - 磐梯山が千年ぶりに噴火し山体崩壊（発生した泥流などにより461名が犠牲）

### 8月
- 8月1日 - 海軍兵学校が江田島へ移転
- 8月7日 - テオフィラス・カネル(Theophilus Van Kannel)が回転ドアの米国特許を取得
- 8月31日 - イギリスで「切り裂きジャック」による最初の殺人事件が発生。

### 9月
- 9月3日 - イギリスのヴィクトリア女王が東アフリカ会社の勅許をウィリアム・マッキノン(Sir William Mackinnon)に与える
- 9月4日 - ジョージ・イーストマンがロールフィルム・カメラの特許を取得し、Kodakの商標を登録する。
- 9月11日 - 高等師範学校附属学校に尋常中学科（現・筑波大学附属中学校・高等学校）が設置される
- 9月30日 - 切り裂きジャックによる殺人が目撃される

### 10月
- 10月1日
  - 東京火災保険(後の安田火災)開業
  - 小田原馬車鉄道(後の箱根登山鉄道)開業
  - 米ナショナルジオグラフィック創刊
- 10月9日 - ワシントン記念塔一般開放
- 10月14日
  - 皇城二重橋架替竣工
  - ルイ・ル・プランスが世界初の映画『ラウンドヘイの庭の場面』を撮影
- 10月27日 - 明治宮殿落成し皇城を宮城と改称
- 10月28日 - 伊予鉄道松山 - 三津間開業（四国初の鉄道）
- 10月29日 - スエズ運河の自由航行に関する条約締結
- 10月30日 - ジョン・ラウド(John J. Loud)がボールペンの米国特許を取得
- 10月31日 - ジョン・ボイド・ダンロップが空気入タイヤの英国特許を取得(後に取消)

### 11月
- 11月2日 - 咸宜帝が仏官憲に引渡される
- 11月6日 - 米国大統領選挙でベンジャミン・ハリソンが勝利
- 11月14日 - パスツール研究所開所(設立1887年)
- 11月17日 -  チャイコフスキー交響曲第5番初演(サンクトペテルブルク)(露暦11月6日)
- 11月20日 - 大阪毎日新聞創刊(大阪日報改題)
- 11月26日 - 海軍大学校開校(築地)
- 11月30日 - 日墨修好通商条約締結

### 12月
- 12月3日 - 香川県が愛媛県より独立
- 12月11日 - 東京美術学校が上野へ移転
- 12月23日 - フィンセント・ファン・ゴッホが左耳朶を切取る
- 12月28日 -  東京府高等女学校（後の東京府立第一高等女学校）設置

### 日付不詳
- 牧野富太郎「日本植物志図篇」第一巻第一集刊行
- 山葉寅楠が日本製オルガンの製造に成功
- 英国がサラワク王国、ブルネイ、北ボルネオを保護国化
- 李錦裳がオイスターソースの製法を発明

## 誕生

### 1月 - 3月
- 1月17日 - 益谷秀次、政治家、第46代衆議院議長（+ 1973年）
- 1月24日 - エルンスト・ハインケル、飛行機設計者（+ 1958年）
- 1月24日 - ヴィッキイ・バウム、作家（+ 1960年）
- 1月24日 - 直木松太郎、野球スコアブック考案者（+ 1947年）
- 1月30日 - 緒方竹虎、政治家（+ 1956年）
- 2月2日 - 木村小左衛門、政治家（+ 1952年）
- 2月2日 - 松田竹千代、政治家、第55代衆議院議長（+ 1980年）
- 2月3日 - 政井みね、工女（+ 1909年）
- 2月4日 - ビル・ラリデン、メジャーリーガー（+ 1942年）
- 2月5日 - 高木市之助、国文学者（+ 1974年）
- 2月8日 - ジュゼッペ・ウンガレッティ、イタリアの詩人（+ 1970年）
- 2月14日 - 石井絹治郎、大正製薬創業者（+ 1943年）
- 2月15日 - 九鬼周造、思想家（+ 1941年）
- 2月20日 - マリー・ランバート、舞踏家（+ 1982年）
- 2月25日 - ジョン・フォスター・ダレス、アメリカ合衆国国務長官（+ 1959年）
- 2月27日 - ロッテ・レーマン、ソプラノ歌手（+ 1976年）
- 3月1日 - 由谷義治、政治家（+ 1958年）
- 3月1日 - 辰野隆、フランス文学者（+ 1964年）
- 3月9日 - 梅原龍三郎、画家（+ 1986年）
- 3月10日 - バリー・フィッツジェラルド、俳優（+ 1961年）
- 3月12日 - ハンス・クナッパーツブッシュ、指揮者（+ 1965年）
- 3月14日 - 大石順教、芸妓・日本画家・尼僧（+ 1968年）
- 3月19日 - ヨゼフ・アルバース、美術家（+ 1976年）

### 4月 - 6月
- 4月2日 - マリエッタ・シャギニャン、作家・社会運動家（+ 1982年）
- 4月4日 - トリス・スピーカー、元メジャーリーガー（+ 1958年）
- 4月6日 - ハンス・リヒター、画家（+ 1976年）
- 4月6日 - 高畠華宵、画家（+ 1966年）
- 4月8日 - 松岡駒吉、政治家・労働運動家、第39代衆議院議長（+ 1958年）
- 4月9日 - ヒッポ・ボーン、メジャーリーガー（+ 1966年）
- 4月18日 - ダフィー・ルイス、元メジャーリーガー（+ 1979年）
- 4月26日 - オラフ・ヘンリクセン、メジャーリーガー（+ 1962年）
- 5月4日 - 小泉信三、経済学者（+ 1966年）
- 5月11日 - アーヴィング・バーリン、作曲家（+ 1989年）
- 5月17日 - 安井曾太郎、洋画家（+ 1955年）
- 5月25日 - アナトーリー・アレクサンドロフ、作曲家、ピアニスト（+ 1982年）
- 5月27日 - ルイ・デュレ、作曲家、フランス6人組初期メンバー（+ 1979年）
- 6月1日 - 原阿佐緒、歌人（+ 1969年）
- 6月6日 - 神近市子、政治運動家・衆議院議員（+ 1981年）
- 6月8日 - 千家元麿、詩人（+ 1948年）
- 6月17日 - ハインツ・グデーリアン、陸軍軍人（+ 1954年）
- 6月18日 - アレクサンドル・フリードマン、宇宙物理学者・数学者（+ 1925年）
- 6月28日 - シュテフィ・ゲイエル、ヴァイオリニスト（+ 1956年）

### 7月 - 9月
- 7月1日 - ベン・テイラー、メジャーリーガー（+ 1953年）
- 7月3日 - 村上華岳、日本画家（+ 1939年）
- 7月9日 - 三松正夫、郵便局長、アマチュア火山研究者（+ 1977年）
- 7月9日 - 川路柳虹、詩人（+ 1959年）
- 7月10日 - ジョルジョ・デ・キリコ、画家（+ 1978年）
- 7月10日 - 賀川豊彦、社会運動家（+ 1960年）
- 7月11日 - カール・シュミット、法学者（+ 1985年）
- 7月14日 - 里見弴、小説家（+ 1983年）
- 7月16日 - ジョー・ジャクソン、メジャーリーガー（+ 1951年）
- 7月17日 - シュムエル・アグノン、小説家（+ 1970年）
- 7月17日 - 近藤兵太郎、高校野球指導者（+ 1966年）
- 7月23日 - レイモンド・チャンドラー、ハードボイルド作家（+ 1959年）
- 8月6日 - 長與善郎、作家・劇作家（+ 1961年）
- 8月16日 - トーマス・エドワード・ロレンス、｢アラビアのロレンス｣の異名で知られるイギリスの軍人・考古学者（+ 1935年）
- 8月18日 - 佐藤玄々、彫刻家（+ 1963年）
- 8月29日 - 大内兵衛、経済学者（+ 1980年）
- 9月4日 - オスカー・シュレンマー、芸術家・彫刻家・デザイナー（+ 1943年）
- 9月6日 - レッド・フェイバー、メジャーリーガー（+ 1976年）
- 9月12日 - モーリス・シュヴァリエ、俳優・歌手（+ 1972年）
- 9月16日 - フランス・エーミル・シランペー、小説家（+ 1964年）
- 9月17日 - 辻村みちよ、農学者（+ 1969年）
- 9月26日 - T・S・エリオット、詩人（+ 1965年）
- 9月28日 - 木村兵太郎、陸軍軍人（+ 1948年）

### 10月 - 12月
- 10月4日 - 中原悌二郎、彫刻家（+ 1921年）
- 10月7日 - ヘンリー・A・ウォーレス、第33代アメリカ合衆国副大統領（+ 1965年）
- 10月7日 - 牟田口廉也、陸軍軍人、中将（+ 1966年）
- 10月7日 - 島田善介、野球選手（+ 1955年）
- 10月10日 - ヴィクトール・パリモフ、画家（+ 1929年）
- 10月11日 - エミール・ボーンケ、ヴィオラ奏者・作曲家・指揮者（+ 1928年）
- 10月15日 - S・S・ヴァン＝ダイン、作家・美術評論家（+ 1939年）
- 10月16日 - ユージン・オニール、劇作家（+ 1953年）
- 10月17日 - 沢田廉三、外交官（+ 1970年）
- 11月7日 - チャンドラセカール・ラマン、物理学者（+ 1930年）
- 11月11日 - ヨハネス・イッテン、芸術家（+ 1967年）
- 11月16日 - 石田退三、実業家、トヨタ自動車工業社長（+ 1979年）
- 11月19日 - ホセ・ラウル・カパブランカ、第3代チェスの公式世界チャンピオン（+ 1942年）
- 11月23日 - ハーポ・マルクス、コメディアン・マルクス兄弟（+ 1964年）
- 11月26日 - フランシスコ・カナロ、タンゴのヴァイオリニスト・指揮者（+ 1964年）
- 11月30日 - 末弘厳太郎、法学者（+ 1951年）
- 11月30日 - ラルフ・ハートレー、電子工学研究者（+ 1970年）
- 12月3日 - 水野仙子、小説家（+ 1919年）
- 12月8日 - 藤井厚二、建築家（+1938年）
- 12月16日 - アレクサンダル1世、ユーゴスラビア王（+ 1934年）
- 12月16日 - 藪田貞治郎、農芸化学者（+ 1977年）
- 12月16日 - 鈴木貞一、陸軍軍人、中将（+ 1989年）
- 12月19日 - フリッツ・ライナー、指揮者（+ 1963年）
- 12月20日 - フレッド・マークル、メジャーリーガー（+ 1956年）
- 12月23日 - 森戸辰男、社会思想家・教育者（+ 1984年）
- 12月26日 - 菊池寛、作家（+ 1948年）
- 12月28日 - F・W・ムルナウ、映画監督（+ 1931年）

## 死去
- 1月5日 - アンリ・エルツ、作曲家、ピアニスト（* 1803年）
- 1月19日 - アントン・ド・バリー、植物学者（* 1831年）
- 1月23日 - ギュスターヴ・ドレ、画家（* 1832年）
- 1月29日 - エドワード・リア、画家・詩人（* 1812年）
- 2月10日 - 松浦武四郎、探検家（* 1818年）
- 2月22日 - ジャン・アラール、ヴァイオリニスト（* 1815年）
- 3月4日 - アモス・ブロンソン・オルコット、教育者、作家（* 1799年）
- 3月6日 - ルイーザ・メイ・オルコット、小説家（* 1832年）
- 3月9日 - ヴィルヘルム1世、初代ドイツ皇帝（* 1797年）
- 3月29日 - シャルル＝ヴァランタン・アルカン、作曲家、ピアニスト（* 1813年）
- 3月31日 - ジャン＝マリー・ギュイヨー、哲学者・詩人（* 1854年）
- 6月15日 - フリードリヒ3世、第二代ドイツ皇帝（* 1831年）
- 6月22日 - エドムント・ノイペルト、ピアニスト・作曲家（* 1842年）
- 7月4日 - テオドール・シュトルム、法律家、作家（* 1817年）
- 7月19日 - 山岡鉄舟、幕臣・幕末の三舟の一人（* 1835年）
- 7月20日 - パウル・ランゲルハンス、医学者（* 1847年）
- 7月31日 - 大久保一翁、幕臣・政治家（* 1818年）
- 8月5日 - フィリップ・シェリダン、軍人（* 1831年）
- 8月24日 - ルドルフ・クラウジウス、物理学者（* 1822年）
- 9月30日 - エリザベス・ストライド、切り裂きジャックの被害者の一人（* 1843年）
- 10月23日 - 三島通庸、薩摩藩士・内務官僚（* 1836年）
- 11月1日 - 馬場辰猪、自由民権運動の政論家（* 1850年）
- 11月5日 - 狩野芳崖、日本画家（* 1828年）
- 11月26日 - ルシアン・ゴーラール、発明家（* 1850年）